# Fusajiro Yamauchi
Fusajiro Yamauchi (山内房治郎, Yamauchi Fusajirō, Quioto, 22 de novembro de 1859 — Quioto, 1 de janeiro de 1940) foi um empresário japonês que fundou a companhia que agora é conhecida como Nintendo, tendo atuado como seu presidente desde a fundação em 1889 até se aposentar em 1929.

## Nintendo
Em 7 de novembro de 1888, Fusajiro Yamauchi abriu a primeira loja de cartas "Hanafuda" (cartões de flores) chamada "Nintendo Koppai", durante uma época em que o governo japonês proibia jogar cartas das mãos do público, devido a elas estarem vinculadas a jogos de apostas, com exceção das cartas de Yamauchi. Com o enorme sucesso que teve na venda dessas cartas - que eram jogadas inclusive pela Yakuza - ele rapidamente começou a se expandir seu negócio e abriu outras lojas de cartas, como em Osaka. Mais tarde, ele criou mais jogos de cartas, produzindo também baralhos ocidentais e fazendo parceria com tabacarias. Tornou-se a maior empresa do ramo no Japão, e Yamauchi aposentou-se aos 70 anos, deixando o comando ao seu genro, Sekiryo Kaneda.